# Усадище (Бокситогорское городское поселение)
Усадище — деревня в Бокситогорском городском поселении Бокситогорского района Ленинградской области.

## История
Деревня Усадище упоминается на семитопографической карте Новгородской губернии 1847 года.

УСАДИЩЕ — деревня Усадищского общества, прихода Пярдомского погоста.  

Крестьянских дворов — 12. Строений — 51, в том числе жилых — 20. 

Число жителей по семейным спискам 1879 г.: 26 м. п., 28 ж. п.; по приходским сведениям 1879 г.: 28 м. п., 28 ж. п.

В конце XIX — начале XX века деревня административно относилась к Большегорской волости 3-го земского участка 1-го стана Тихвинского уезда Новгородской губернии.

УСАДИЩЕ — деревня Усадищского сельского общества, число дворов — 18, число домов — 25, число жителей: 39 м. п., 44 ж. п.;
 
Занятия жителей — земледелие, лесные промыслы. Колодец. Мельница. (1910 год)

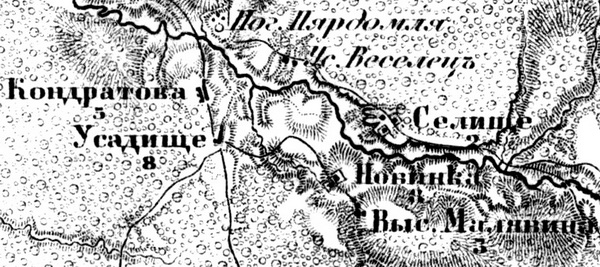
Деревня Усадище на карте 1913 года

Согласно карте Новгородской губернии 1913 года деревня насчитывала 8 крестьянских дворов.
С 1917 по 1918 год деревня входила в состав Большегорской волости Тихвинского уезда Новгородской губернии.
С 1918 года в составе Череповецкой губернии.
С 1927 года в составе Пярдомльского сельсовета Тихвинского района.
С 1928 года в составе Борского сельсовета.
Согласно карте Ленинградской области Северо-западного аэрогеодезического треста ГГУ издания 1932 года деревня насчитывала 10 крестьянских дворов, в деревне находилась часовня.
По данным 1933 года деревня Усадище входила в состав Борского сельсовета Тихвинского района.
С 1952 года в составе Бокситогорского района.
В 1956 году население деревни составляло 101 человек.
С 1963 года вновь в составе Тихвинского района.
С 1965 года вновь в составе Бокситогорского района. В 1965 году население деревни составляло 51 человек.
По данным 1966, 1973 и 1990 годов деревня Усадище также входила в состав Борского сельсовета.
В 1997 году в деревне Усадище Борской волости проживали 9 человек, в 2002 году — 11 человек (все русские). 
В 2007 году в деревне Усадище Бокситогорского ГП проживали 8 человек, в 2010 году — 7.

## География
Деревня расположена в западной части района к югу от районного центра, города Бокситогорска.
Расстояние до административного центра поселения — 2 км.
Деревня находится на левом берегу реки Пярдомля.

## Демография
| 1997 | 2002 | 2007 | 2010 | 2017 |
| ---- | ---- | ---- | ---- | ---- |
| 9    | ↗11  | ↘8   | ↘7   | ↗21  |

### Национальный состав
Согласно данным Всероссийской переписи населения 2021 года в деревне проживали 17 человек, из них:
 русские — 16, один человек национальность не указал.